# Elijah Tshibangu
Elijah Tshibangu (27 maart 2002) is een Belgisch basketballer.

## Carrière
Tshibangu speelde in de jeugd van Royal Linthout BC en United Basket Woluwe voordat hij zich in 2020 aansloot bij Phoenix Brussels. Hij speelde hij eerste seizoen op double-affiliation bij Brussels en United Basket Woluwe waarmee hij uitkwam in de derde klasse. Aan het eind van het seizoen tekende hij een driejarig contract bij Brussels. In het seizoen 2021/22 speelde hij 21 wedstrijden voor Brussels in de eerste klasse.
Hij is tevens jeugdinternational voor de Belgische nationale ploeg.